# Bonaventura Stapf
Bonaventura Stapf (* 14. Juli 1665 in Pfronten; † 25. Juni 1747 in Tirol) war ein Allgäuer Maler und Vergolder in der Barockzeit.

## Leben

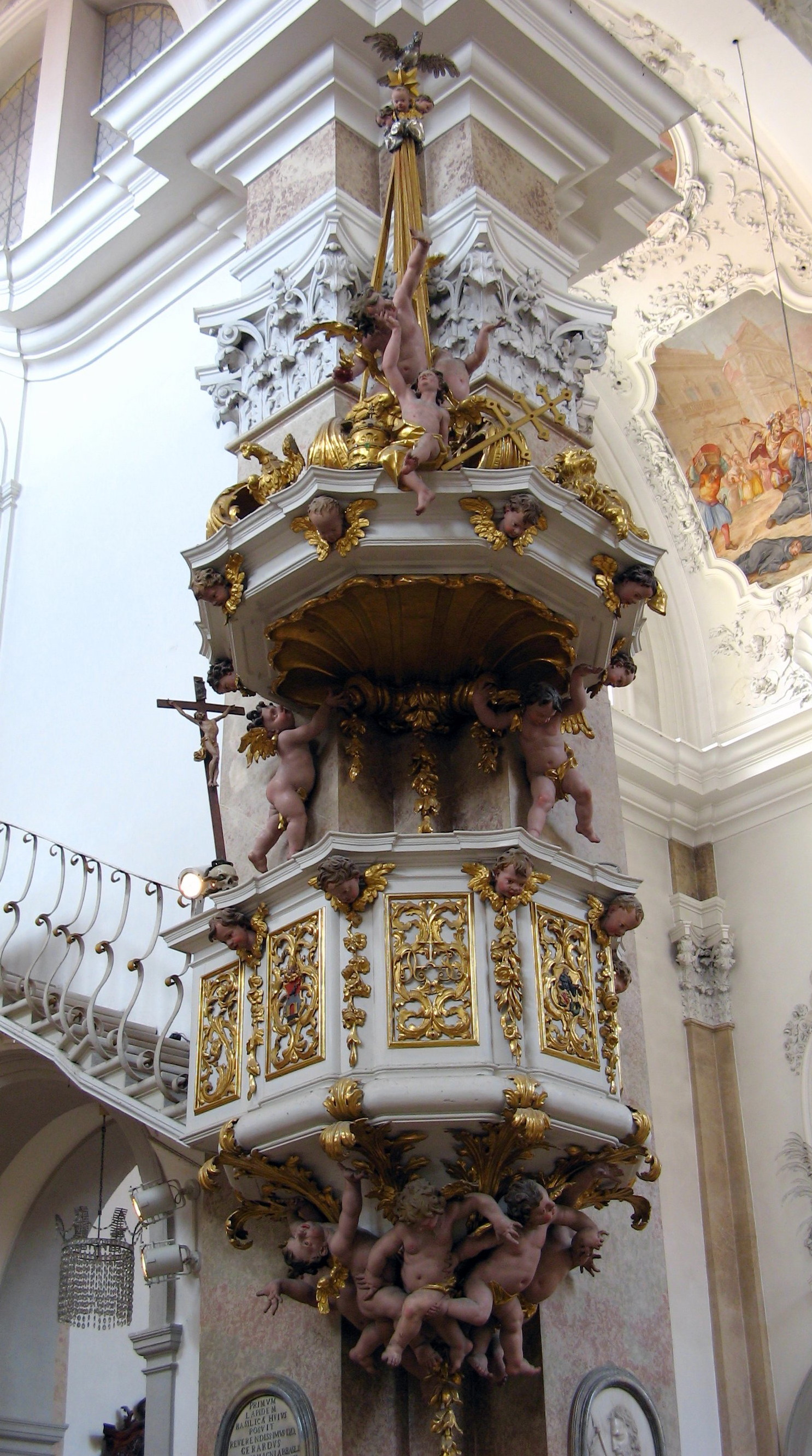
Kanzel in der Kirche St. Mang in Füssen

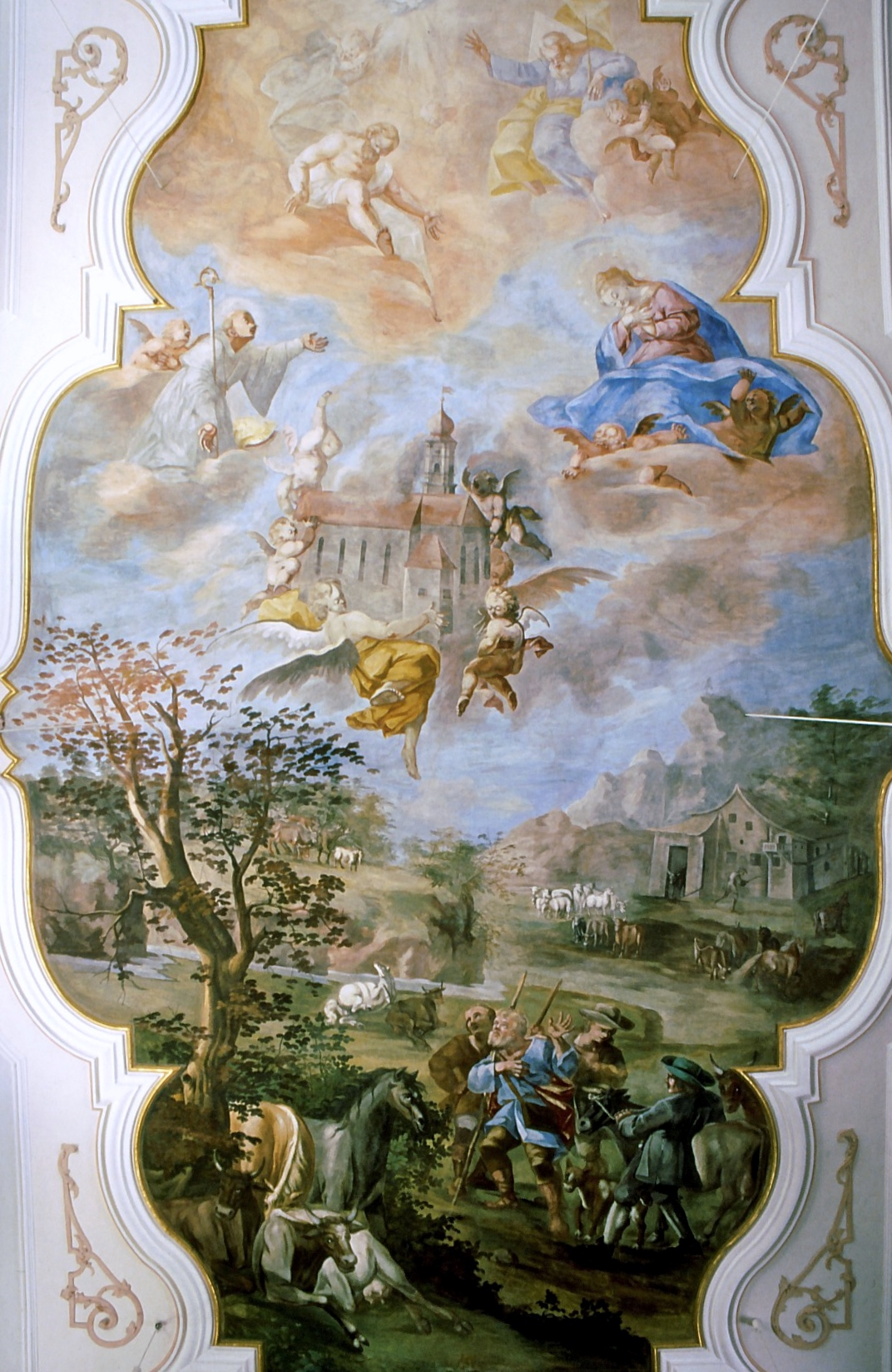
Deckenfresko in St. Leonhard in Pfronten-Heitlern, 1725/30

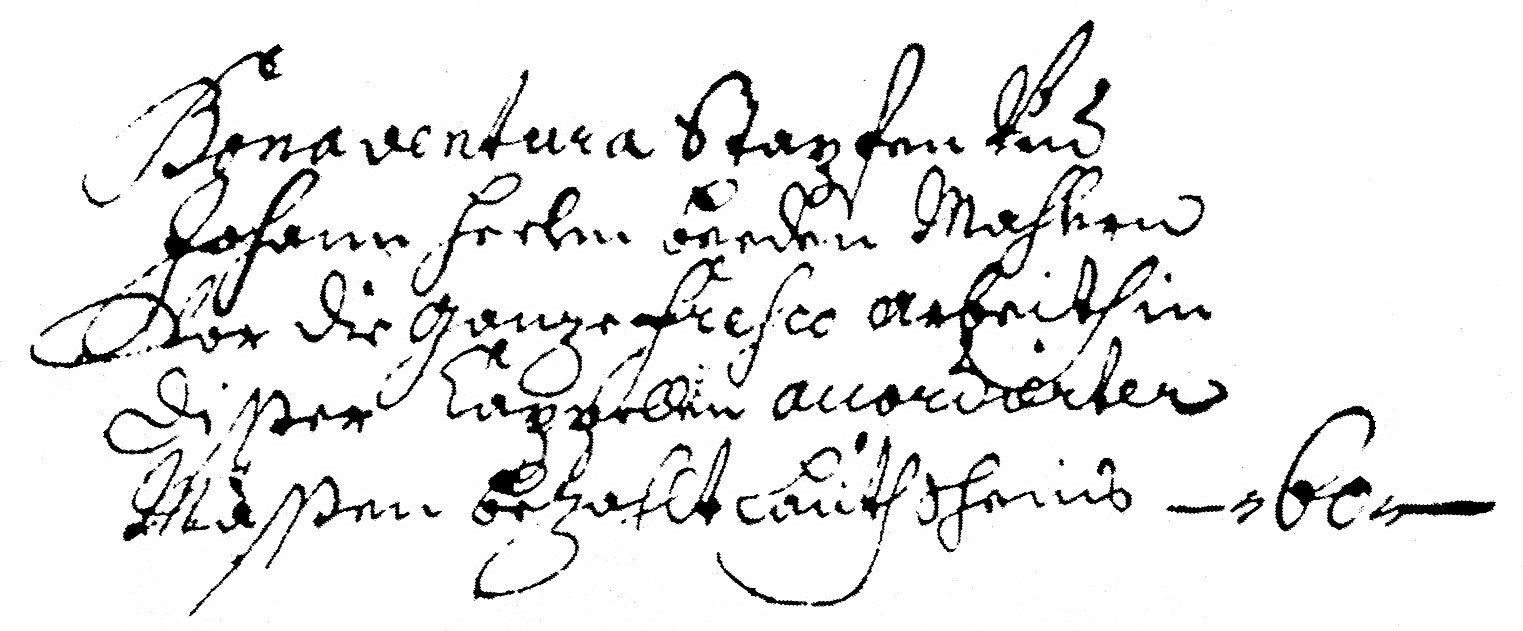
Abrechnung für die Freskierung in St. Leonhard in Pfronten-Heitlern

Der Vater von Bonaventura Stapf, der Bader und „Chirurgus“ Nikolaus Stapf (1627–1708), ehelichte 1652 eine Elsa Schneider, die anscheinend das künstlerische Talent in die Familie einbrachte. Man kann die Stapf mit Fug und Recht als „zentrale Pfrontener Künstlerfamilie“ bezeichnen.
Bonaventuras Bruder Johann Georg (1652–1731) war ebenfalls Maler. Seine Schwester Ursula Stapf wurde die Stammmutter der Bildhauer- und Mesnerfamilie Hitzelberger, die Schwester Christina die der Maler und Baumeister Geisenhof. Die Söhne Mang Anton und Joseph seines früh verstorbenen Bruders Michael Stapf erwarben sich als Bildhauer und Bausachverständige bleibenden Ruhm.
Bonaventuras Sohn Bartholomäus Stapf (1704–1766) und dessen Sohn Franz Sales Stapf (1743–1810) setzten die Malertradition der Familie in direkter Linie fort.
Seine Lehrzeit absolvierte Bonaventura Stapf vermutlich bei einem der Maler Bösinger in seiner Heimat, später bildete er sich wohl bei einem Augsburger Meister weiter. 1701 heiratete er die Petronilla Suiter, eine Tochter des begüterten Wirts bei St. Linhard ("Adlerwirt") in Pfronten-Heitlern.
Dem Kloster St. Mang war Bonaventura Stapf eng verbunden. Bereits 1714 wird er als „derzeitiger Kammerdiener“ in Diensten des Abtes von St. Mang erwähnt. Als Mitmeister gehörte er auch der Füssener Zunft an.

## Werk
Bonaventura Stapf betätigte sich hauptsächlich und wohl auch besonders erfolgreich als Fassmaler und Vergolder, daneben aber auch als Fresko- und Tafelmaler. Das Diözesanmuseum Brixen besitzt von ihm drei Ölgemälde – „flott, aber etwas derb gemalte Bilder“.

## Werkverzeichnis
Die bislang bekannten Arbeiten des Pfrontener Malers stellen wohl nur einen Bruchteil seines tatsächlichen Gesamtwerks dar.
- 1714 Bayerniederhofen, Pfarrkirche St. Michael: Marmorierung des Hochaltars
- 1719 Füssen, Stadtpfarrkirche St. Mang: Fassung der Kanzel (zusammen mit seinem Schwager Hans Geisenhof)[4]
- 1719 Füssen, Kloster St. Mang, Refektorium: Vergoldungsarbeiten
- Um 1721 Schwangau-Waltenhofen, Pfarrkirche St. Maria und Florian: Fassung von Hochaltar und Kanzel
- 1725/30 Pfronten-Heitlern, Filialkirche St. Leonhard: Freskierung, gemeinsam mit Johann Heel[5]
- 1738 Pfronten-Heitlern, Filialkirche St. Leonhard: Fassung des Hochaltars
- 1739/40 Brixen, Diözesanmuseum: drei Ölbilder